# 인간과학
인간과학은 인간을 연구하는 과학으로 사회과학 뿐 아니라 자연과학에 속하는 인간과학도 있다.
인간 삶의 철학적, 생물학적, 사회적, 문화적 측면을 연구한다. 인간과학은 폭넓은 학제간 접근을 통해 인간 세계에 대한 이해를 넓히는 것을 목표로 한다. 그것은 역사, 철학, 사회학, 심리학, 정의 연구, 진화 생물학, 생화학, 신경 과학, 민속학 및 인류학을 포함한 광범위한 분야를 포함한다. 그것은 인간과 관련된 경험, 활동, 구조 및 인공물에 대한 연구 및 해석이다. 인간 과학 연구는 인간의 존재, 다른 종 및 시스템과의 상호 관계, 인간의 표현과 생각을 영속화하기 위한 인공물의 개발에 대한 인간의 지식을 확장하고 계몽하려고 시도한다. 인간의 현상을 연구하는 학문이다. 인간 경험에 대한 연구는 본질적으로 역사적이며 현재적이다. 인간 현상에 대한 이해를 얻고 인간 진화의 윤곽을 투영하기 위해서는 역사적인 인간 경험에 대한 평가와 해석, 그리고 현재 인간 활동에 대한 분석이 필요하다. 인간과학은 인간 존재와 그것이 현실과 어떻게 관련되는지에 대한 객관적이고 정보에 입각한 비판이다.
인간 과학의 근간은 역사, 사회학, 민속학, 인류학, 경제학과 같은 분야 내에서 다양한 인본주의적 탐구 방식과 유전학, 진화 생물학 및 사회 과학과 같은 분야의 발전 사이의 관계이다. 급변하는 세상. 심리적 경험을 포괄하는 경험적 방법론을 사용하는 것은 감각적 관찰에만 근거하지 않는 모든 방법을 배제하는 자연 과학의 전형적인 순수 실증주의적 접근 방식과 대조된다. 인간 과학의 현대적 접근 방식은 인간의 구조, 기능 및 적응에 대한 이해를 인간의 의미에 대한 광범위한 탐구와 통합한다. 이 용어는 또한 연구 분야의 내용과 자연 과학 분야의 내용뿐만 아니라 그 방법론을 구별하는 데에도 사용된다.

## 같이 보기
- 사회과학
- 인문주의
- 인문학